# Baryphymula
Baryphymula Eskov, 1992 è un genere di ragni appartenente alla famiglia Linyphiidae.

## Distribuzione
L'unica specie oggi nota di questo genere è stata reperita in Giappone, nella prefettura di Kanagawa.

## Tassonomia
Per la determinazione delle caratteristiche della specie tipo sono stati esaminati gli olotipi di Walckenaeria kamakuraensis (Oi, 1960).
A maggio 2011, si compone di una specie:
- Baryphymula kamakuraensis (Oi, 1960)[3] — Giappone